# سهره‌های چانه‌سیاه
سهره‌های چانه‌سیاه (نام علمی: Poephila) یک سرده استرالیایی از سهرگان ریز است.

### گونه‌ها
این سرده با گونه‌های زیر شناخته می‌شود:
| نگاره | نام علمی     | نام متداول          | پراکندگی                                                                                                   |
| ----- | ------------ | ------------------- | --- |
|       | سهره نقابدار | Poephila personata  | شمال استرالیا، از کیمبرلی، در سراسر تاپ اند، کشور خلیج و بخش جنوبی شبه جزیره کیپ یورک، تا شرق تا Chillagoe |
|       | سهره دم‌دراز  | Poephila acuticauda | استرالیا، از منطقه کیمبرلی تا خلیج کارپنتاریا.                                                             |
|       | سهره گلوسیاه | Poephila cincta     | شمال شرق استرالیا از شبه جزیره کیپ یورک تا کوئینزلند مرکزی                                                 |